# Semaine de la musique canadienne
Pour les articles homonymes, voir CMW.
La Canadian Music Week (aussi appelée CMW) est une conférence sur l'industrie musicale assortie d'un festival, organisée sur quatre jours, dans divers lieux, à Toronto (Ontario, Canada), depuis 1981.

## Histoire
La Canadian Music Week a été créée en 1981 et s'est développée jusqu'à devenir l'une des plus grandes et influentes conférences sur les médias de la musique où participent les « grands » de cette industrie. Conçue pour stimuler l'échange sur les marchés, renforcer le dialogue et donner des occasions de réseautage, la Canadian Music Week est toujours la plate-forme idéale pour plus de 2 000 délégués nationaux et internationaux.

## Participants
Quelques conférenciers et artistes de renom y ayant participé :
- Glen Ballard, producteur ;
- Bullmoose, groupe de rock indépendant ;
- Chuck D, producteur et réalisateur artistique (conférencier) ;
- Dennis DeYoung, auteur-compositeur ;
- The Exies, groupe de rock indépendant ;
- David Foster, producteur ;
- Jordan Galland, musicien et réalisateur (juré) ;
- Hollowphonic, groupe d'ambient et de post-rock ;
- Mark Hudson, producteur ;
- Mathew Knowles, World Music Entertainment C.E.O. (conférencier) ;
- Sir George Martin, producteur ;
- Alan Parsons, producteur britannique (conférencier) ;
- Public Enemy, groupe de hip-hop ;
- Gene Simmons, artiste ;
- Slash, artiste ;
- Seymour Stein, président de Sire Records ;
- Trapt, groupe de nu metal ;
- Don Was, producteur ;
- Wolfmother, groupe de rock.

## Indépendants canadiens (Canadian Indies Hall of Fame)
La CMW met également en lumière nombre d'artistes indépendants et alternatifs dans son rapport annuel, le Canadian Indies Hall of Fame.
Quelques intronisés du Canadian Indies Hall of Fame : Parachute Club, The Pursuit of Happiness, Martha and the Muffins, D.O.A., Rough Trade.

## Industrie musicale canadienne (Canadian Music Industry Hall of Fame)
Le trio Alanis Morissette a été intronisé au Canadian Music Industry Hall of Fame de 2008.

## Performances culturelles
2010 : Pleins feux sur l'Inde : showcases présentant un certain nombre de sud-canadiens d'origine asiatique, tels que J'sin qui a joué des titres de son premier album Born, produit par Fatlab.

## Canadian Music Fest
Depuis 2009, la Canadian Music Fest est une des composantes de la CMW et fait référence en tant que « plus gros festival de musiques actuelles du Canada ».